# 曾国藩古道
曾国藩古道，又名北山朝圣古道，位于中国湖南省衡阳市，是一条通往南岳衡山山顶的古道，长约8千米，海拔相差约1000米，于2011年被列为湖南省文物保护单位。
旧时香客由北山经曾国藩古道登祝融峰称为“烧顺香”，再加之衡山山脉阻隔，因此湘乡、湘潭等地民众通行此道的颇多。

## 历史沿革
唐末宋初时期，古道开始兴建使用，宋景定时期即留有石刻。
清代同治时期，曾国藩家族出巨资修缮古道，后因此得名“曾国藩古道”，当地民间多作“曾大人路”。此外，曾国藩家族还捐款修葺了衡山的上封寺、方广寺。清光绪元年（1875年），再次对古道进行修缮。
2008年，实施抢救性规划工程。2011年，古道被列为湖南省文物保护单位。

## 沿途景观
古道起始于山脚红旗村，先后途径报信岭、老龙潭、观音寺、老五岳殿、法雨寺、甘露寺、礼佛亭、会仙桥，然后到达祝融峰。古道由青石板铺就，几乎全程蜿蜒在山脊上，于险处有石护栏。:56沿途的两处石刻“南无阿弥陀佛”和“古道修缮记事石刻”以“南岳摩崖石刻”之名列入全国重点文物保护单位。

### “不语挂锡”石刻
花岗岩巨石横于古道旁，上有明万历甲寅年（1614年）摩崖石刻：“不语挂锡”，落款为“岷藩禋黎”。题刻者系明岷王后裔朱禋黎，喜欢禅学、书法碑刻，与王夫之相交。此石刻即纪念南台寺不语禅师在此地挂锡（指修行）。